# Brand im brasilianischen Nationalmuseum

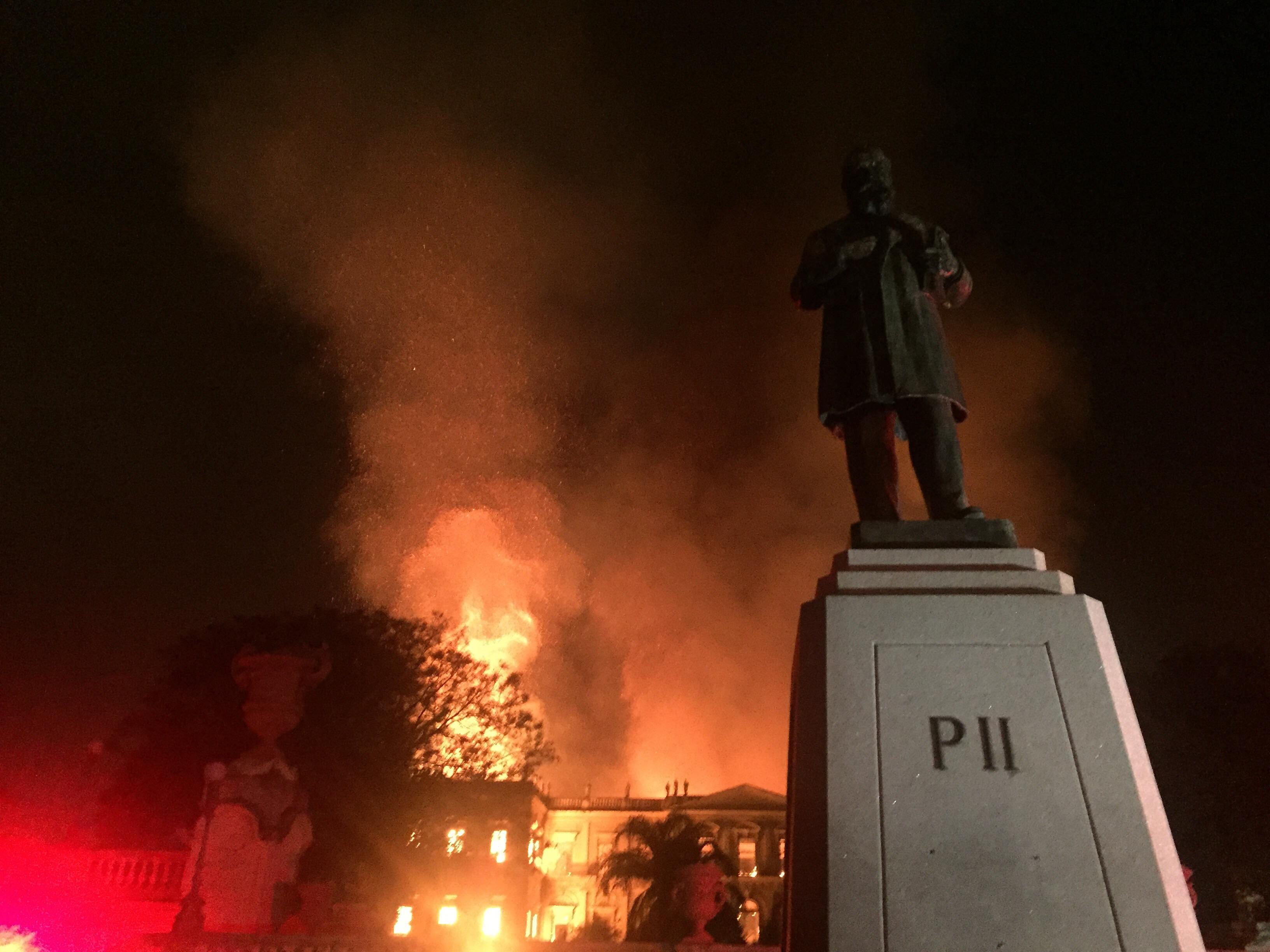
Brand im Museu Nacional

Am 2. September 2018 kam es zu einem Brand im brasilianischen Nationalmuseum in Rio de Janeiro. Das Feuer im 200 Jahre alten Museu Nacional da Universidade Federal do Rio de Janeiro (MN) (deutsch Nationalmuseum der Bundesuniversität von Rio de Janeiro) brach gegen 19:30 Uhr Ortszeit (22:30 UTC, 2. September) aus. Es gab schnell erste Reaktionen auf den kulturellen Verlust, da das Museum über 20 Millionen Objekte enthielt; Brasiliens Präsident Michel Temer nannte den Verlust des historischen und kulturellen Erbes „unschätzbar“. Die Ursache des Feuers muss noch ermittelt werden. Es wurden keine Verletzungen oder Todesfälle gemeldet.

## Hintergrund

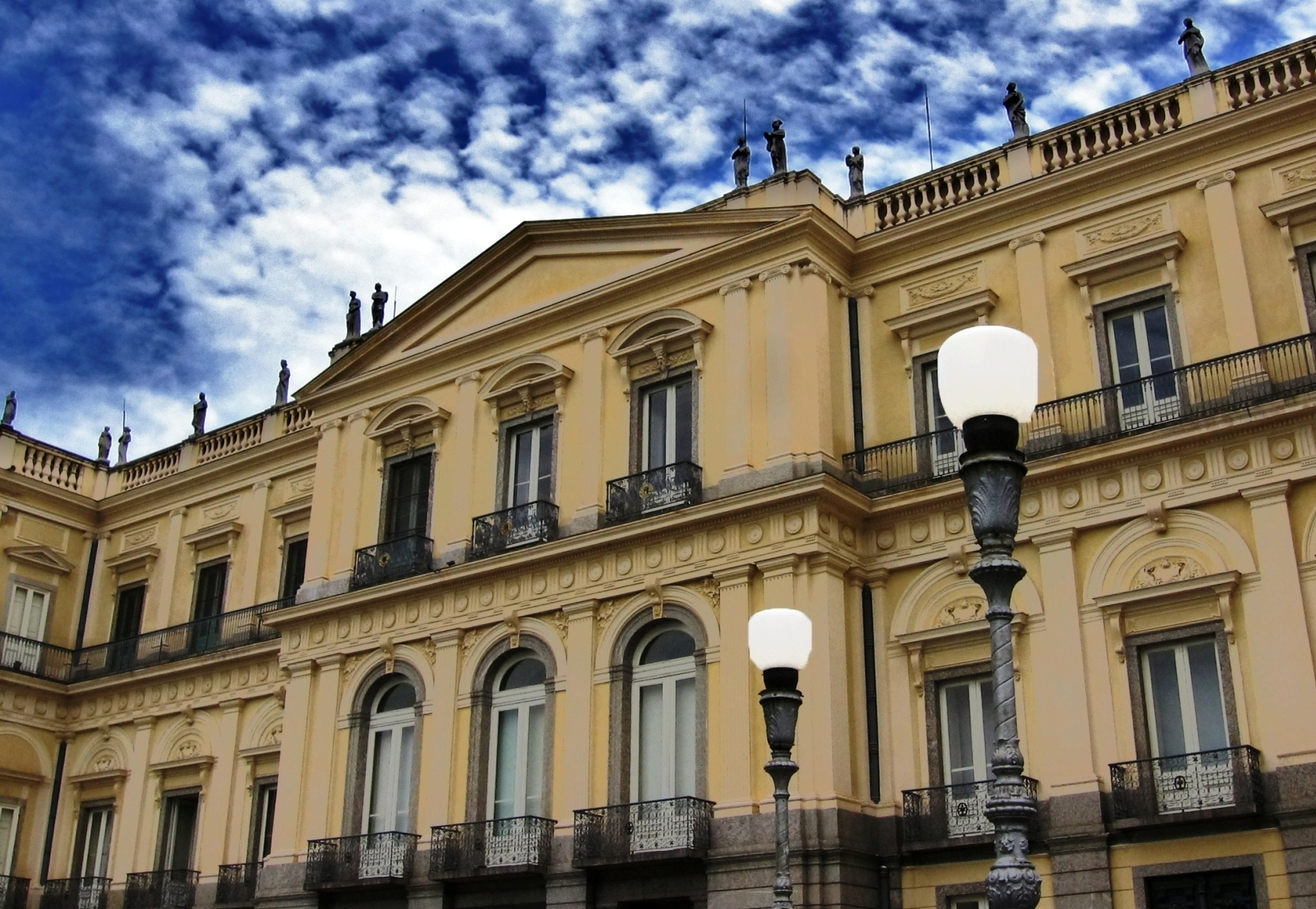
Das Gebäude im Nationalmuseum im Jahr 2004

Das Museumsgebäude, der São-Cristóvāo-Palast im Park Quinta da Boa Vista, stammt aus dem frühen 19. Jahrhundert, als es der portugiesischen Königsfamilie geschenkt und renoviert wurde. Es war die Residenz der Kaiser Pedro I. und Pedro II. 1892, drei Jahre nachdem das Land Republik geworden war, wurde in dem frei gewordenen Gebäude ein Museum eingerichtet.
Mit fortgesetzten Budgetkürzungen seit dem Jahr 2014 erhielt das Museum nicht die 520.000 R$ pro Jahr (etwa 107.500 Euro), die für seine Wartung notwendig gewesen wären. Im Jahr 2015 wurde das Museum vorübergehend geschlossen, weil das Reinigungs- und Sicherheitspersonal nicht bezahlt werden konnte. Reparaturen an einer populären Ausstellungshalle mussten durch Crowdfunding finanziert werden, und bis 2018 wurde das Instandhaltungsbudget um 90 % gekürzt. Um 2018 wurden jedoch auch Mittel für eine Renovierung freigegeben, die bereits im Jahr 2013 beantragt worden waren.
Vor dem Feuer gab es sichtbare Anzeichen von Verfall, wie abgeschälte Wände und freiliegende Drähte. Das Museum feierte im Juni 2018 seinen 200. Jahrestag, zu einem Zeitpunkt, als das Museum teilweise aufgegeben war. Kein einziger Staatsminister nahm an dem Festakt teil.
Der Vizedirektor des Museums, Luiz Fernando Dias Daniel, wies auf die Vernachlässigung durch aufeinanderfolgende Regierungen hin. Er sagte: „Viele Jahre haben die Kuratoren mit verschiedenen Regierungen gerungen, um angemessene Ressourcen zu erhalten, um das zu bewahren, was jetzt vollständig zerstört ist.“ Er drückte aus, dass er „totale Bestürzung und immensen Zorn“ fühle.
Zur Zeit des Brandes wurden in den Sammlungen des Museums über 20 Millionen Objekte gezählt, die sich über 11.000 Jahre des weltkulturellen Erbes erstreckten. Es enthielt wichtige Artefakte aus der gesamten Geschichte Brasiliens, einschließlich derjenigen, „die dazu beigetragen haben, die nationale Identität zu definieren“.

## Der Brand

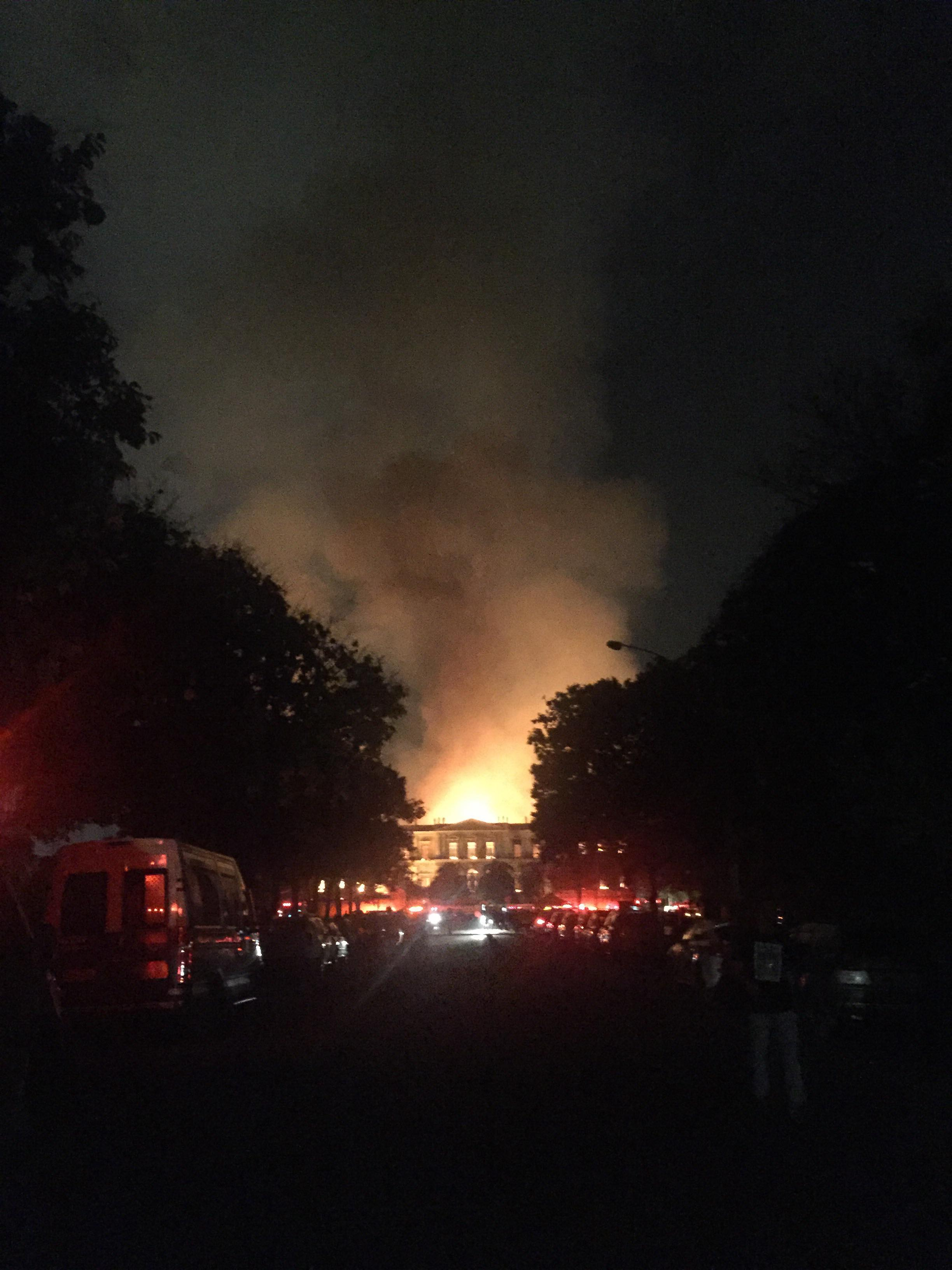
Der Brand des Museumsgebäudes, aus der Ferne beobachtet.

Kurz nach der Schließung am 2. September 2018 brach ein großes Feuer aus und erreichte alle drei Stockwerke des Nationalmuseums. Feuerwehrleute wurden um 19:30 Ortszeit alarmiert und erreichten schnell den Einsatzort. Der Einsatzleiter berichtete, dass die beiden Hydranten, die dem Museum am nächsten lagen, kein Wasser lieferten, so dass Wassertankwagen zu einem nahe gelegenen See geschickt werden mussten. So musste die Feuerwehr nach eigenen Angaben 40 Minuten warten.
Ein Sprecher der Feuerwehr teilte den Medien mit, dass die Feuerwehrmannschaften in das brennende Gebäude eingedrungen seien, obwohl sich darin keine Menschen befanden, um Artefakte zu retten. Unterstützt von Museumsmitarbeitern „konnten sie viele Dinge von innen entfernen“.
Das Feuer war bis 21:00 Uhr (00:00 UTC 3. September) außer Kontrolle geraten, es gab große Flammen und gelegentliche Explosionen, und wurde von Feuerwehrleuten aus vier Sektoren bekämpft. Dutzende von Menschen gingen nach Quinta da Boa Vista, um das Feuer zu sehen. Ein spezialisiertes Team von Feuerwehrleuten betrat das Gebäude um 21:15 Uhr, um zu versuchen, noch nicht von den Flammen getroffene Gebiete zu blockieren und das Ausmaß des Schadens zu bewerten. Um 21:30 Uhr war das gesamte Gebäude jedoch vom Feuer erfasst worden, darunter auch Ausstellungen der kaiserlichen Räume, die sich in den beiden Bereichen an der Vorderseite des Hauptgebäudes befanden. Die vier Sicherheitsbeamten, die im Museum Dienst hatten, konnten entkommen. Es gab keine Berichte über Opfer.
Feuerwehrleute aus drei Sektoren kämpften um 21:45 Uhr gegen das Feuer. Zwei Löschfahrzeuge mit Drehleitern wurden verwendet, wobei zwei Wasserfahrzeuge abwechselnd Wasser lieferten.
Um 22:00 Uhr (01:00 UTC, 3. September) schlossen sich Dutzende von Museumsmitarbeitern dem Kampf gegen die Flammen an. Zwei Stockwerke des Gebäudes waren bereits zu dieser Zeit zerstört, und das Dach war eingestürzt. Laut Edson Vargas da Silva, seit 43 Jahren Bibliothekar und Angestellter im Museum, befand sich dort „zu viel Papier, der Holzboden, zu viele Dinge, die schnell brennen.“
Bevor eine Untersuchung der Angelegenheit begann, hatte der brasilianische Kulturminister Sérgio Sá Leitão vermutet, dass das Feuer entweder durch einen elektrischen Defekt oder eine in Brasilien verbreitete Himmelslaterne verursacht worden sei, die versehentlich auf dem Gebäude gelandet sei.
Kurz vor der Zerstörung des Museums durch diesen Brand hatte dieses mit der Brasilianischen Entwicklungsbank einen Unterstützungsfonds vereinbart, mit dem auch die Durchführung eines modernen Brandschutzkonzeptes vorgesehen war.

## Zerstörung der Sammlungen

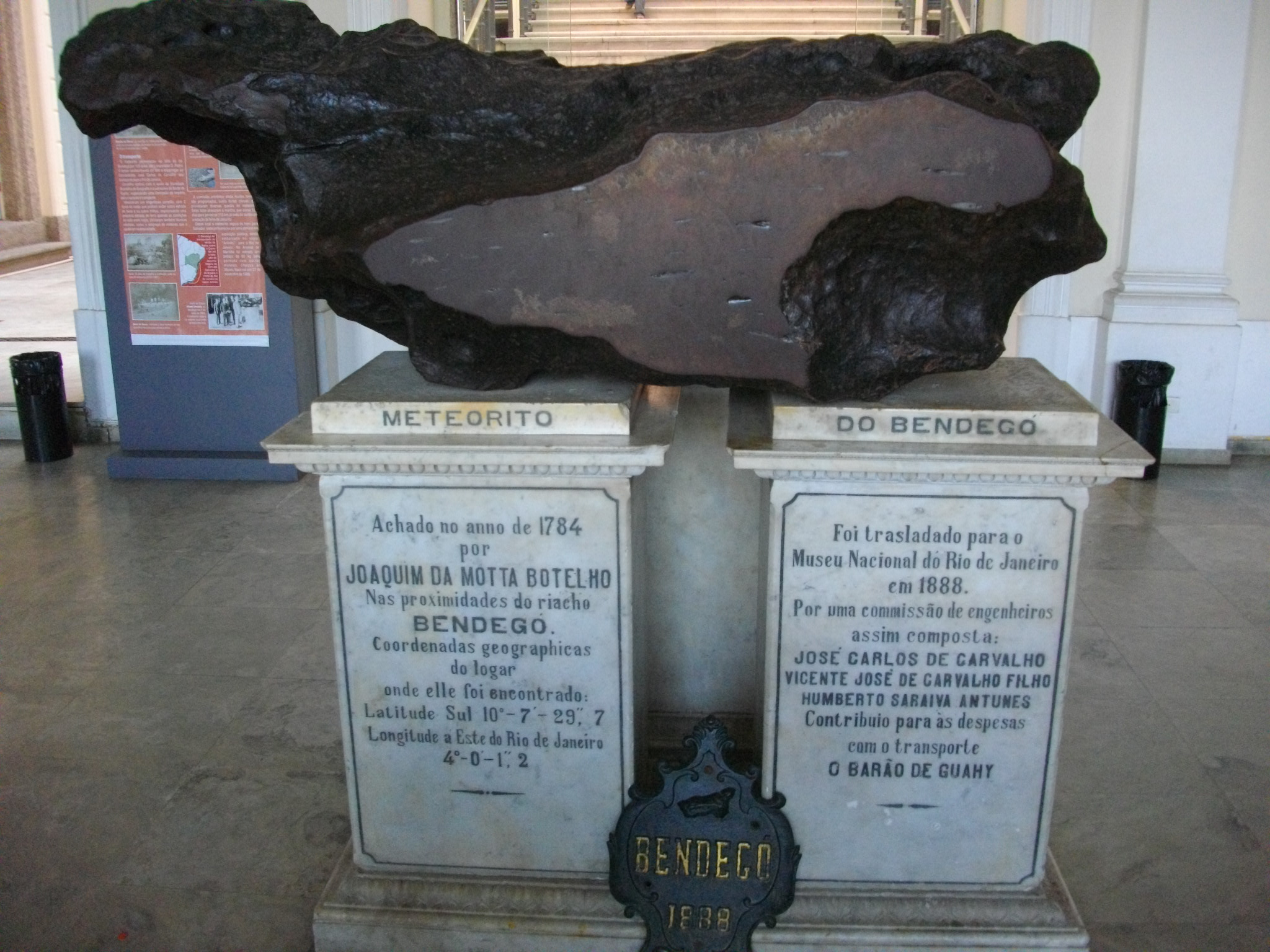
Der Bendegó-Meteorit, der seit 130 Jahren im Museum liegt, hat das Feuer überstanden.

Informationen über den Zustand der ausgestellten Stücke wurden bereits am späten 2. September gemeldet, als ein Mitglied des Parlaments von Katalonien begann, Bilder von Gegenständen zu teilen. Eines davon war ein römisches Fresko aus Pompeji, das den Ausbruch des Vesuvs am 24. August 79 n. Chr. überstanden hatte, aber in diesem Feuer verloren ging. Auch zerstört wurde die älteste Sammlung altägyptischer Exponate auf dem amerikanischen Doppelkontinent. Sie enthielt Gegenstände, die einst dem Pionier der Ägyptologie Giovanni Battista Belzoni gehörten, der als erster in die zweite Pyramide von Gizeh gelangte und den Abu Simbel Tempelkomplex  sowie die Anlagen von Karnak freilegte. Vernichtet wurden außerdem etruskische, griechische und römische Artefakte.
Im Museum befanden sich historische Aufzeichnungen aus zwei Jahrhunderten brasilianischer Geschichte und Relikte aus der persönlichen Sammlung des Kaisers von Brasilien Pedro II. Das gesamte historische Archiv sei nur noch ein Haufen Asche. Die verbrannten Reste dieser Dokumente wurden nach dem Brand bis zu drei Kilometer vom Museum entfernt gefunden.
Das Museum besaß eine Sammlung von etwa 100.000 präkolumbischen Artefakten aus Brasilien und anderen Teilen des amerikanischen Kontinents, darunter Mumien aus den Anden, Textilien und Keramiken. Diese Sammlung zeigte auch Gegenstände von gegenwärtigen einheimischen Stämmen, einschließlich „auffallender Federkunst der Carajás“. 2018 lebten nur noch zirka 3.000 Carajás. Nach dem Brand begannen Angehörige von indigenen Völker vor dem Museum zu protestieren. Sie kritisierten, dass „das Museum, das ihre wertvollsten Artefakte enthält, abgebrannt ist“, und waren wütend darüber, dass kein Geld für ein Museum mit indigener Geschichte bereitgestellt wurde. José Urutau, Forscher am Nationalmuseum und indigene Führungspersönlichkeit der Ethnie Guajajara erklärte, der Brand bedeute einen “unwiederbringlichen Verlust für die indigenen Kulturen, vergleichbar mit dem Einfall der europäischen Invasoren im Jahr 1500“. „Das Museum verfügte über eine national und international einmalige Sammlung indigener Sprachzeugnisse.“ Demnach waren in dem Museum 40.000 Objekte von 300 indigenen Völkern gelagert. Gleichzeitig war es der Sitz des Dokumentationszentrums für indigene Sprachen CELIN (Centro de Documentación de Lenguas Indígenas). Gegenüber AFP erklärte der Linguist, der Brand des Nationalmuseums sei „ein Anschlag auf das kollektive historische Gedächtnis und auf die Sprache der brasilianischen Ureinwohner“. Er stellte betroffen fest: „Man spricht von Linguizid und Epistemizid, wenn das Wissen und die Kultur eines Volkes vollständig ausgelöscht wurden. Der Brand hat genau das zur Folge”.
Beim Nationalmuseum handelt es sich nicht nur um das älteste Museum Brasiliens, sondern auch um die älteste wissenschaftliche Einrichtung im Land. Es enthielt auch umfangreiche Sammlungen von Pflanzen- und Tierarten, u. a. von ausgestorbenen Spezies. Wegen seiner großen geologischen, botanischen, paläontologischen und archäologischen Sammlung galt es als eines der bedeutendsten Museen Lateinamerikas.
Laut Museumsbeamten wurden fast 90 % der Sammlungen zerstört. Bilder in sozialen Medien zeigten Artefakte, die aus dem brennenden Gebäude gerettet wurden. Ein Sprecher der Feuerwehr berichtete, dass verschiedene Dinge aufgrund von Bemühungen von Feuerwehrleuten und Arbeitern aus dem Museum geborgen worden seien. Der Konservierungsdirektor des Museums, João Carlos Nara, sagte Reportern, dass „nur noch wenig übrig sein wird“ und dass sie „warten müssen, bis die Feuerwehrleute ihre Arbeit hier abgeschlossen haben, um wirklich das ganze Ausmaß zu bewerten“. Am nächsten Tag begannen die Feuerwehrleute mit weiteren Bergungsarbeiten im Museum und versuchten, unter den verkohlten Überresten des eingestürzten Daches zu retten, was sie konnten.
Der Bendegó-Meteorit, der größte Eisenmeteorit, der jemals in Brasilien gefunden wurde, wies keinen größeren Schaden auf. Die National Geographic Society erklärte, dass es ein „großer, metallischer Stein“ sei, der vor Schäden geschützt sei, da diese Eigenschaften ihn feuerbeständig machen. Zu den wertvollsten Schätzen des Museums gehört das Luzia genannte fragmentarische Skelett einer Frau, das auf ein Alter von ca. 11.000 bis 11.500 Jahren datiert wird, der Bendegó-Meteorit, das rekonstruierte Fossil des Maxakalisaurus und die Sammlung von Pompeji-Fresken des Museums. Das Gebäude selbst wurde als Nummer 6 aufgeführt, wobei die neoklassische Gebäudeausstattung, dessen koloniale Geschichte und die persönliche Ausdehnung der portugiesischen Königsfamilie sowie die imperiale Geschichte nach der Unabhängigkeit erwähnt wurden.
Nach einer Einschätzung der Museumskuratorin vom 5. September gab es in den Sammlungsbereichen der Insekten und Spinnentiere erhebliche Verluste, beträchtliche in der Gruppe der Weichtiere. Die Sammlung der Wirbeltiere, das Herbarium und die Bibliothek waren getrennt untergebracht und blieben deshalb erhalten.
Der Zoologische Garten Rio de Janeiro, ganz in der Nähe des Nationalmuseums, wurde durch den Brand nicht in Mitleidenschaft gezogen.

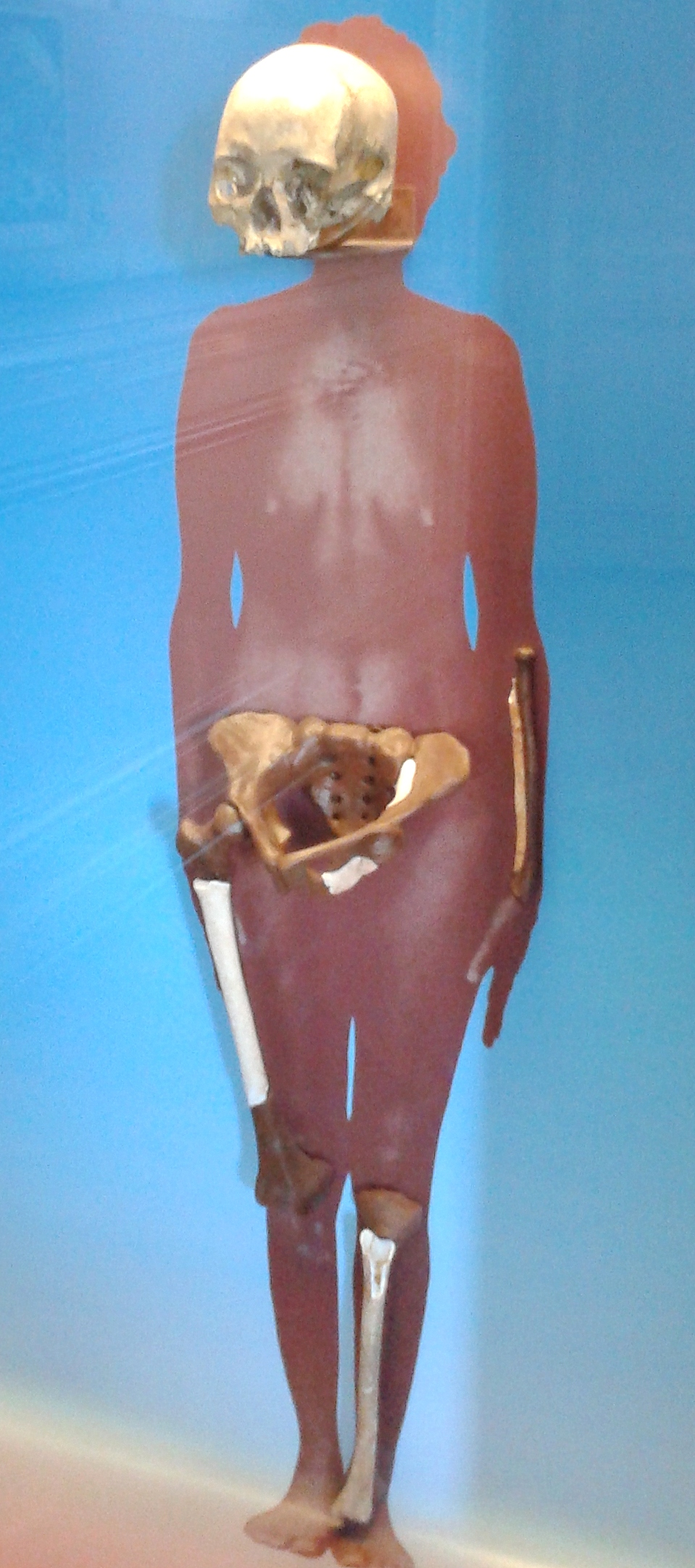
Luzia – die „erste Brasilianerin“, mit etwa 12.500 bis 13.000 Jahren das älteste Skelett (Fragmente) in Lateinamerika.
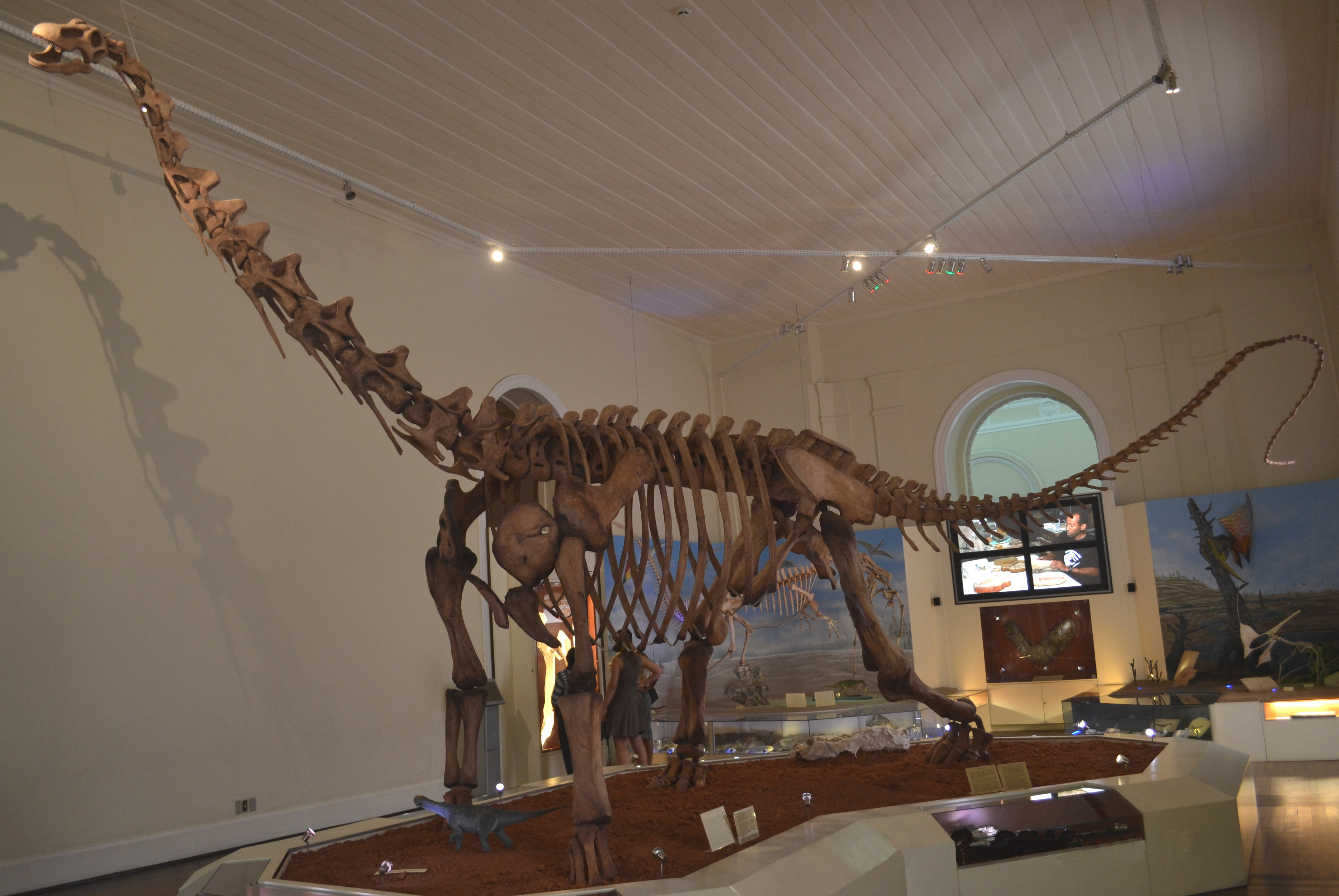
Maxakalisaurus
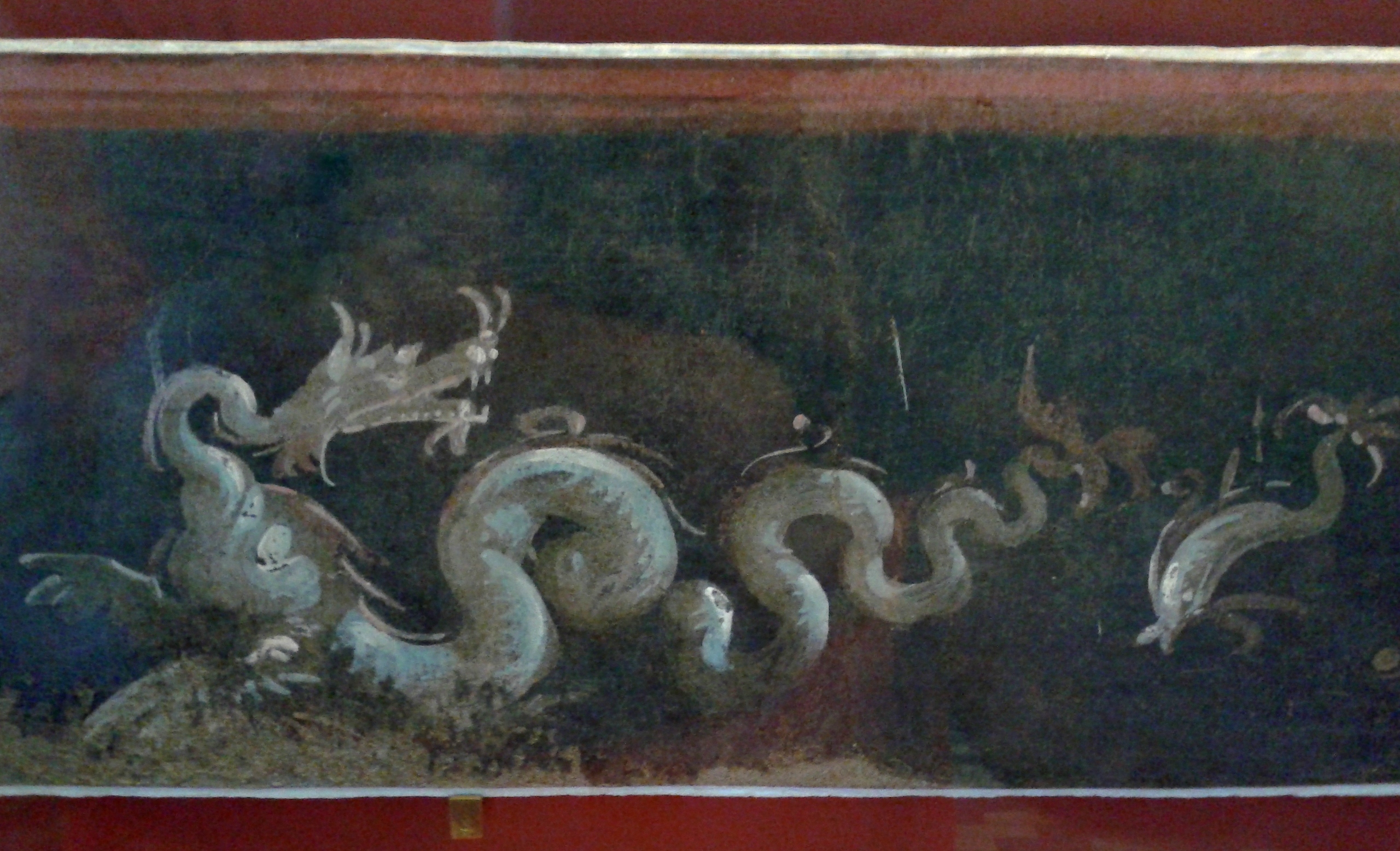
Fresko aus Pompeji
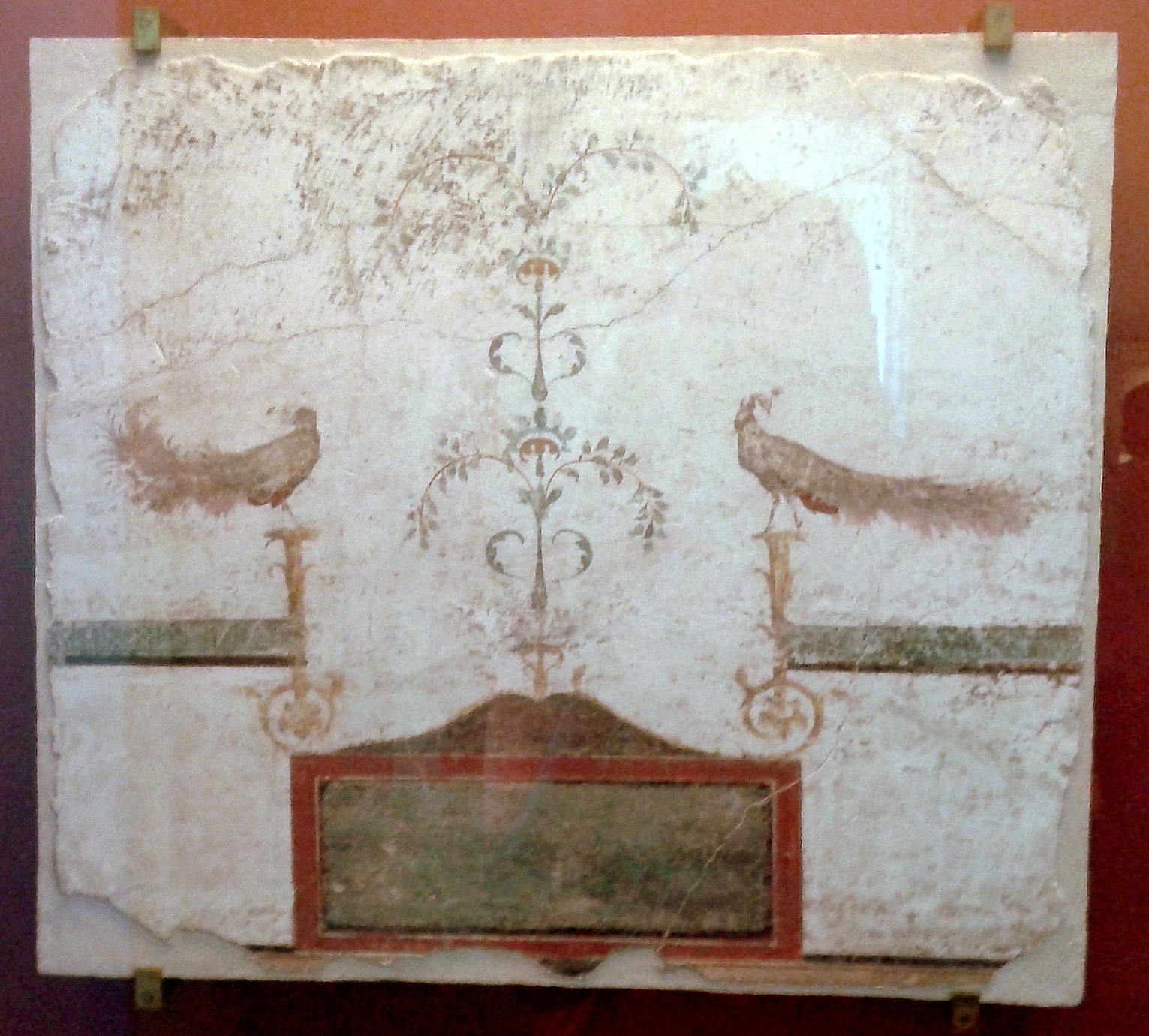
Fresko aus Pompeji
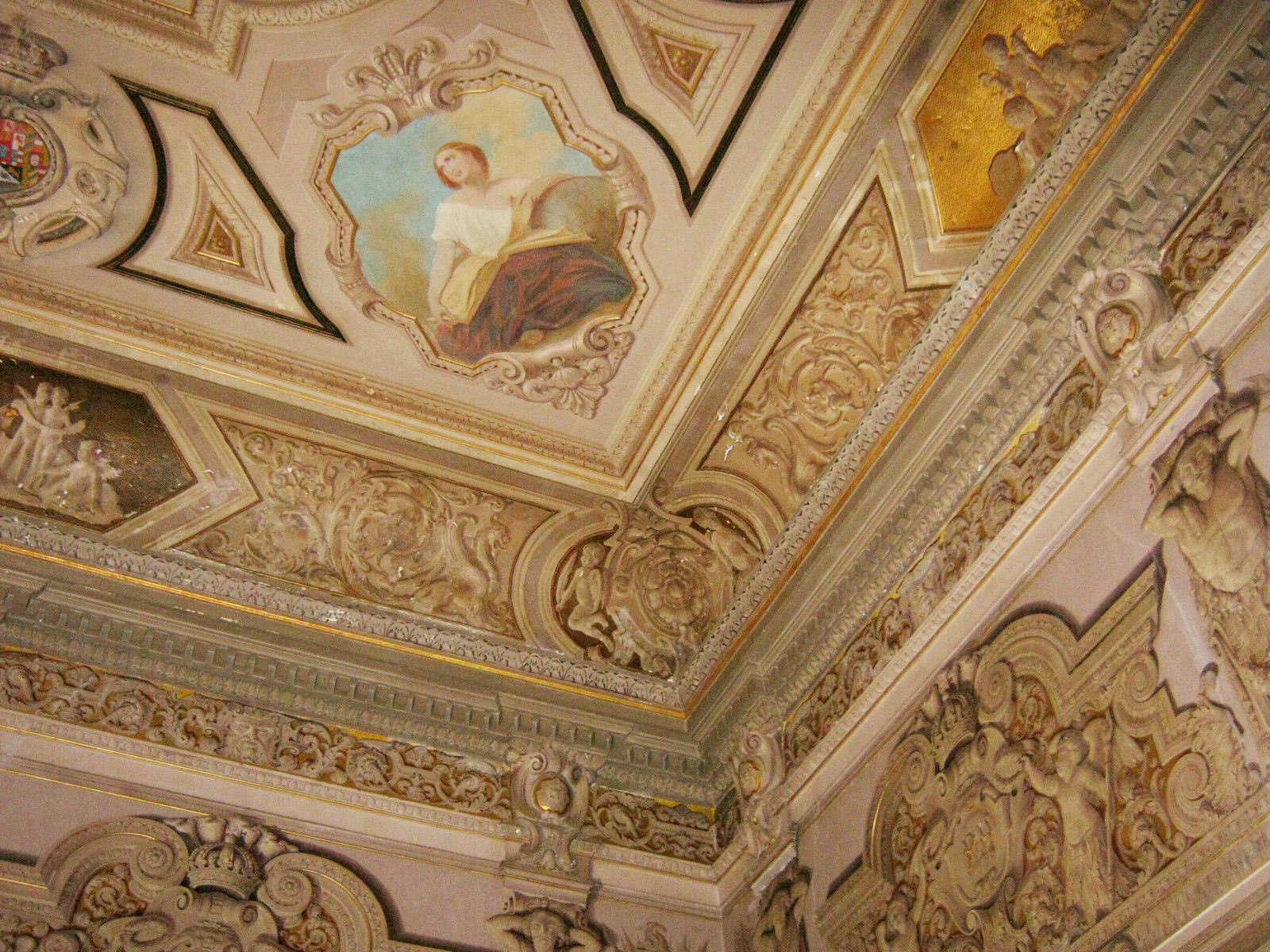
Historisches Kunstwerk im Inneren, Deckenmalerei im Thronsaal

## Reaktionen

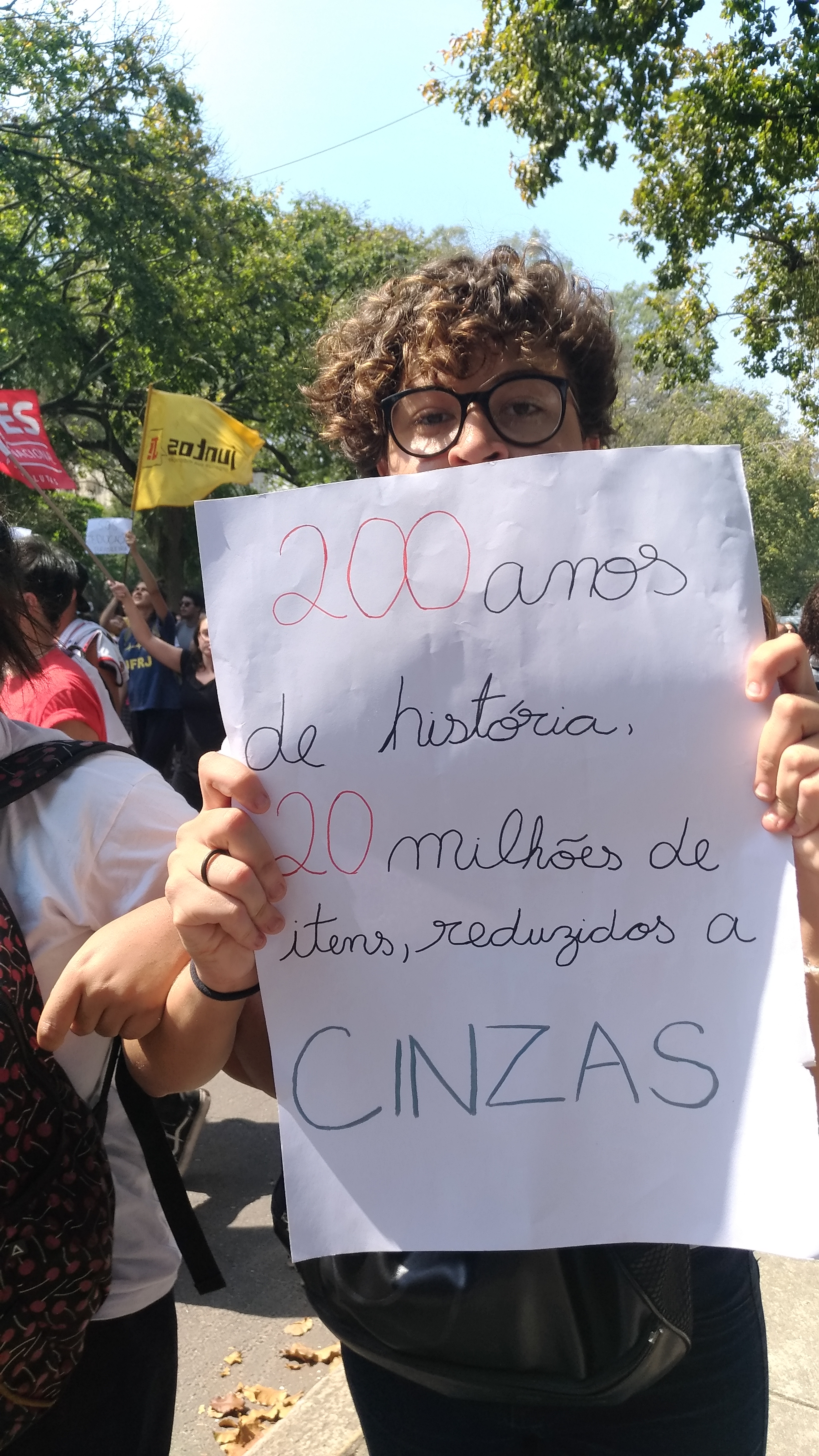
Demonstrant am 3. September 2018 mit Protestplakat.

Brasiliens Präsident Michel Temer sagte, dass „der Verlust des Nationalmuseums für Brasilien unschätzbar ist. Heute ist ein tragischer Tag für die Museologie unseres Landes. Zweihundert Jahre Arbeit, Forschung und Wissen gingen verloren. Der Wert unserer Geschichte. Es ist ein trauriger Tag für alle Brasilianer, denn das Gebäude, in dem sich die königliche Familie während des Kaiserreiches aufhielt, ist beschädigt worden.“ Seine Aussage wurde von Rios Oberbürgermeister Marcelo Crivella wiederholt, der zum Wiederaufbau aufrief und sagte: „Es ist eine nationale Verpflichtung, es aus der Asche zu rekonstruieren, jedes Detail der Gemälde und Fotos neu zu komponieren. Auch wenn es keine Originale sind, werden sie weiterhin eine Erinnerung an die königliche Familie darstellen, die uns Unabhängigkeit, das Reich, die erste Verfassung und die nationale Einheit gab“.
Der französische Präsident Emmanuel Macron drückte auf der Veranstaltung sein Bedauern auf Twitter aus. Er bot an, Experten zu schicken, um beim Wiederaufbau des Museums zu helfen.
Die brasilianische Umweltschützerin und Politikerin Marina Silva nannte das Feuer „eine Lobotomie der brasilianischen Erinnerung“.
Die Nachricht über das Feuer verbreitete sich schnell in der Stadt Rio de Janeiro, und in den frühen Morgenstunden des Montagmorgens tauchten Demonstranten vor den Toren auf. Erste Berichte deuteten darauf hin, dass 500 Menschen eine Kette um das noch rauchende Gebäude bildeten. Einige der Demonstranten versuchten, über die Umzäunung in das Museumsgelände zu klettern. Die Polizei, die in voller Kampfausrüstung aufmarschierte, warf daraufhin Tränengasbomben in die Menge. Die Öffentlichkeit durfte jedoch später das Gelände betreten.

### Museen und Kulturinstitutionen
Kátia Bogéa, die Präsidentin des Instituto do Patrimônio Histórico e Artístico Nacional (Institut für Nationales Historisches und Künstlerisches Erbe), sagte: „Es ist eine nationale und weltweite Tragödie. Jeder kann sehen, dass dies kein Verlust für das brasilianische Volk ist, sondern für die ganze Menschheit“ und kommentierte, dass es „eine vorhersehbare Tragödie war, weil wir seit langem wissen, dass das brasilianische Kulturerbe kein Budget hat“.
Museen auf der ganzen Welt haben ihr Bedauern ausgesprochen. Im Vereinigten Königreich sagte die British Library: „Die Herzen richten sich an die Mitarbeiter und Nutzer des Nationalmuseums von Brasilien“ und bezeichnete das Feuer als „Erinnerung an die Zerbrechlichkeit und Kostbarkeit unseres gemeinsamen globalen Erbes“; Londons Natural History Museum, das Oxford University Museum of Natural History und die Smithsonian Institution waren unter den Institutionen, die ihre Trauer ausdrückten. Die Leiterin des Australian Museum sagte, dass sie „geschockt“, „am Boden zerstört“ und „verzweifelt“ sei."

### Hilfszusagen
Die deutsche Bundesregierung stellte eine Soforthilfe in Höhe von einer Million Euro zur Verfügung. Zudem wurde ein Koordinierungsbüro im Außenamt eingerichtet.

### Sicherung der Überreste des Brandes
Vier Tage nach dem Brand begannen Mitarbeiter der Einrichtung mit dem Einsatz von Drohnen. Bei Überflügen sollen Bilder von Artefakten gefertigt werden, um sie später anhand ihres Standortes der Sammlung exakt zuordnen zu können.